# 统合幕僚监部
统合幕僚监部（日语：／ Tōgō Bakuryō Kanbu */?，简称統幕）隸屬於日本防衛省，是陆、海、空自卫队的聯合總參謀部，和陸上幕僚監部、海上幕僚監部、航空幕僚監部（各軍種參謀部）并称“四幕”。其前身是統合幕僚会議（日语： Tōgō Bakuryō Kaigi，簡稱統幕会議，類似參謀長聯席會議）。